# Il divo (film)
Pour les articles homonymes, voir Il Divo (homonymie).
Pour plus de détails, voir Fiche technique et Distribution.
Il divo est un film italien réalisé par Paolo Sorrentino, sorti en 2008.

## Synopsis
Il divo (un des surnoms d'Andreotti, littéralement « le Divin ») retrace l'activité politique de Giulio Andreotti, personnalité influente de la Démocratie chrétienne au centre de la vie politique italienne pendant plusieurs décennies, à partir de son gouvernement de 1991 jusqu'à son procès pour  l'accusation de complicité dans les affaires mafieuses du pays mise au jour lors de l'opération Mani pulite.

## Fiche technique
- Titre : Il divo
- Réalisation : Paolo Sorrentino
- Scénario : Paolo Sorrentino
- Photographie : Luca Bigazzi
- Montage : Cristiano Travaglioli
- Son : Emanuele Cecere
- Décor : Alessandra Mura
- Costumes : Daniela Ciancio
- Musique :Teho Teardo
- Production : Francesca Cima, Fabio Conversi, Maurizio Coppolecchia, Nicola Giuliano, Andrea Occhipinti
- Société de production : Indigo Film, Lucky Red, Parco Film, Babe Film (France)
- Pays d'origine :  Italie
- Format : couleurs – 2.35 : 1 – Dolby numérique – 35 mm
- Genre : Biographie, drame, historique, politique
- Durée : 110 minutes
- Date de sortie :
  - Italie : 28 mai 2008
  - France : 31 décembre 2008
- Classification : 
  - Italie : T
  - France : Tout publics

## Distribution
- Toni Servillo : Giulio Andreotti
- Anna Bonaiuto : Livia Danese, épouse d'Andreotti
- Giulio Bosetti : Eugenio Scalfari
- Flavio Bucci : Franco Evangelisti
- Carlo Buccirosso : Paolo Cirino Pomicino
- Paolo Graziosi : Aldo Moro
- Giorgio Colangeli : Salvo Lima
- Alberto Cracco : Don Mario
- Lorenzo Gioielli : Carmine Pecorelli
- Gianfelice Imparato : Vincenzo Scotti
- Massimo Popolizio : Vittorio Sbardella
- Aldo Ralli : Giuseppe Ciarrapico
- Giovanni Vettorazzo : le magistrat Scarpinato
- Piera Degli Esposti : madame Enea
- Fanny Ardant : la femme de l'ambassadeur

## Distinctions et prix
- 2008 : prix du jury au Festival de Cannes 2008
- 2008 : European Award du meilleur acteur (Toni Servillo),
- 2010 : nomination au grand prix de l'Union de la critique de cinéma.